# Aniplex
Aniplex Inc. (яп. 株式会社アニプレックス Кабусики-гайся Анипурэккусу) — японская развлекательная и медиакомпания. Является частью Sony Music Entertainment Japan, которая в свою очередь является подразделением Sony Group. Компания занимается в основном планированием, производством и распространением аниме-сериалов с упором на мультимедийное использование как собственной, так и лицензированной интеллектуальной собственности (ИС).
Компания также занимается производством и распространением художественных фильмов, планированием, разработкой и изданием видеоигр, а также производством и продажей атрибутики, связанной с её медиафраншизами, выпуском дисков для домашнего пользования и оригинальных саундтреков, постановкой мюзиклов и сценических представлений, организацией концертных мероприятий для продвижения своих сериалов и управлением авторскими правами и лицензированием. Компания управляет Aniplex Online, магазином электронной коммерции, который предоставляет продукцию компании напрямую потребителям.
Компания Aniplex, основанная Sony Music Entertainment Japan в сентябре 1995 года, работает во всех уголках мира и имеет региональные штаб-квартиры — Aniplex America находится в Санта-Монике, Калифорния, а Aniplex China — в Шанхае. Компания является владельцем Crunchyroll, LLC, совместно со своей сестринской компанией Sony Pictures, которая управляет крупнейшим в мире стриминговым аниме-сервисом, работающим по принципу «от потребителя к потребителю».
Aniplex — одна из выдающихся компаний в аниме-индустрии, ответственная за производство многочисленных аниме-сериалов, таких как «Стальной алхимик», «Гуррен-Лаганн», серия «Monogatari», «Puella Magi Madoka Magica», серия «Fate», «Sword Art Online» и «Demon Slayer: Kimetsu no Yaiba». Компания также занимается разработкой и изданием мобильной игры Fate/Grand Order.
Aniplex является полноправным членом Ассоциации японской анимации (AJA), регулярным членом Ассоциации поставщиков компьютерных развлечений (CESA), вспомогательным участником Японской ассоциации звукозаписывающих компаний (RIAJ) и Японской ассоциации видеософта (JVA).

## История
Компания была основана в сентябре 1995 года в качестве дочернего предприятия Sony Pictures Entertainment Japan под названием SPE Music Publishing, а в январе 1997 года получила капиталовложения от Sony Music Entertainment Japan и переименовалась в SPE Visual Works. В январе 1998 года, после того как компания стала совместным предприятием SPEJ и SMEJ, она получила в управление коллекцию видеопродукции Sony Music Group, за исключением музыкальных клипов артистов SMEJ.
1 января 2001 года компания стала дочерним предприятием Sony Music Entertainment Japan и сменила название на SME Visual Works. 1 апреля 2003 года компания провела ребрендинг, в результате чего получила свое современное название Aniplex, которое образовано от выражения «комплекс прав ведения бизнеса, связанного с анимацией».
В 2004 году компания Aniplex совместно с известным композитором Коити Сугиямой, наиболее известным благодаря написанию музыки к серии игр Dragon Quest, запустила лейбл Sugi Label для выпуска своих работ. В 2009 году лейбл был продан компании King Records.
В марте 2005 года Aniplex основала дочернюю компанию Aniplex of America, расположенную в Санта-Монике, Калифорния, с целью расширить зарубежный бизнес по лицензированию и дистрибуции в англоязычных регионах, а также на рынках Северной и Южной Америки. Позже, 9 мая того же года компания основала A-1 Pictures, полностью принадлежащую ей анимационную студию. Изначально созданная лишь для контроля за производством нескольких семейных сериалов Aniplex, студия впоследствии превратилась в полноценную компанию, участвующую в производстве широкого круга проектов.
20 марта 2015 года Aniplex и немецкий дистрибьютор аниме Peppermint Enterprises объявили о создании Peppermint Anime GmbH, совместного предприятия, унаследовавшего деятельность Peppermint в сфере аниме. Целью совместного предприятия является развитие и укрепление японского анимационного бизнеса в немецкоязычных странах. Это событие является частью усилий Aniplex по расширению своего зарубежного присутствия и знаменует собой начало европейской экспансии.
В апреле 2015 года Aniplex объявила об инвестициях в Wakanim, французского стримингового сервиса аниме, став его крупнейшим акционером. Компании стремятся расширить доступность платформы за пределами франкоязычных стран и предоставить правообладателям японского контента множество услуг для дальнейшего развития и расширения европейского рынка аниме.
6 января 2017 года Sony Music Entertainment Japan объявила о запуске нового лейбла SACRA MUSIC, специализирующегося на анисон-музыке, намеченном на 1 апреля 2017 года. Первоначальный состав лейбла включает в себя 14 известных исполнителей, перешедших с других лейблов Sony Music Group, включая связанных с Aniplex артистов LiSA, Кану Ханадзаву и TrySail. В рамках сотрудничества с Aniplex, лейбл SACRA MUSIC намерен укрепить свои позиции за рубежом и продвигать деятельность своих артистов на мировом уровне. Это включает участие в мероприятиях и проведение зарубежных концертов, что должно способствовать расширению их международного влияния и популярности.
4 сентября 2017 года компания Aniplex объявила о заключении финансового и делового союза с компанией Revolve, занимающейся планированием, разработкой и производством фигурок, став её крупнейшим акционером. Благодаря этим инвестициям Aniplex намерена укрепить связи с Revolve и расширить сферу мерчандайзинга. Укрепляя сотрудничество между своим отделом планирования продукции и Revolve, компания планирует расширить модельный ряд фигурок и ускорить процесс перехода от планирования к производству и коммерческой реализации.
17 февраля 2018 года сооснователь и генеральный директор Madman Тим Андерсон подтвердил, что 15 ноября 2017 года Aniplex приобрела малую долю в Madman Anime Group за нераскрытую сумму и получила новые акции. 6 февраля 2019 года Aniplex приобрела Madman Anime Group за 35 миллионов австралийских долларов, превратив австралийскую компанию в свою полноценную дочернюю компанию.
28 марта 2018 года Aniplex объявила о заключении делового и финансового альянса с компанией Live2D, разработчиком популярного одноимённого программного обеспечения, приобретя контрольный пакет акций компании. Программа Live 2D, которая динамически перемещает картинки, нарисованные в 2D, широко используется в различных приложениях, таких как мобильные игры и ви-тубинг. После инвестирования обе компании намерены сотрудничать в создании полнометражных анимационных фильмов с использованием технологии Live2D.
2 апреля 2018 года компания A-1 Pictures объявила о переименовании студии в Коэндзи в CloverWorks, придав ей уникальный фирменный стиль, отличающийся от студии в Асагая. 1 октября 2018 года CloverWorks отделилась от A-1 Pictures в отдельную самостоятельную компанию, в результате ставшую прямой дочерней компанией Aniplex. Продюсер Aniplex Акира Симидзу был назначен президентом и представительным директором, а Юити Фукусима — корпоративным директором.
1 ноября 2018 года компания Aniplex объявила о том, что 1 октября она создала дочернюю компанию Rialto Entertainment, отвечающую за независимое видеопроизводство и управление лицензиями. Заместитель президента Aniplex Тадаши Ишибаши был назначен представительным директором и председателем совета директоров компании, а ветеран продюсерской деятельности Эйити Камагата — президентом. До назначения на новую должность в Rialto он занимал пост президента и представительного директора Lucent Pictures Entertainment.
19 апреля 2019 года компания Aniplex объявила о создании китайской дочерней компании Aniplex (Shanghai) для расширения своей деятельности в Китае, а начало её работы запланировано на 7 мая. Помимо лицензирования своих продуктов, компания намерена открыть магазин для продажи фигурок и других товаров напрямую китайским потребителям, разрабатывать локальную ИС, а также производить и выпускать китайскую анимацию на территории региона.
24 сентября 2019 года, в рамках стратегии Sony по укреплению сотрудничества между дочерними компаниями и расширению международного бизнеса по распространению аниме, Aniplex и Sony Pictures Television объявили об объединении своих стриминговых аниме-сервисов Funimation, Wakanim и Madman Anime Group в Funimation Global Group, LLC., новое совместное предприятие во главе с генеральным директором Funimation Колином Декером. Aniplex принадлежит 20 % акций в Funimation Global Group.
26 декабря 2019 года компания Aniplex объявила о запуске нового бренда визуальных новелл под названием ANIPLEX.EXE. ATRI -My Dear Moments-, разработанная Frontwing совместно с Makura (яп. 枕), и Adabana Odd Tales (яп. 徒花異譚 Adabana Itan), разработанная Liar-soft, стали первыми двумя представленными играми бренда. Обе игры содержат английский, японский, упрощенный китайский и традиционный китайский языки. Игры были выпущены 19 июня 2020 года для PC в магазине Steam по всему миру и в магазине DMM Games в Японии. За год их суммарные продажи превысили 100 000 копий.
1 апреля 2020 года Aniplex основала компанию Boundary, занимающуюся производством 3DCG-анимации. Президент CloverWorks Акира Симидзу был назначен президентом и представительным директором студии. С момента основания Boundary занималась в основном созданием компьютерной графики для проектов CloverWorks.
1 февраля 2021 года Aniplex объявила о сотрудничестве с f4samurai, разработчиком Magia Record: Puella Magi Madoka Magica Side Story и Disney Twisted-Wonderland, которое позволит Aniplex укрепить отношения со студией и продолжить укрепление и расширение своего игрового бизнеса.
15 декабря 2021 года Aniplex объявила о заключении соглашения о передаче акций для приобретения подразделения разработки игр Delightworks за нераскрытую сумму. 28 декабря 2021 года в результате корпоративного разделения была создана новая компания Lasengle, которая унаследовала игровой бизнес Delightworks, включая команду разработчиков Fate/Grand Order. 1 февраля 2022 года Aniplex завершила сделку по приобретению компании в соответствии с соглашением о передаче акций. Ёсинори Оно, ранее занимавший пост президента и главного исполнительного директора Delightworks, был назначен президентом и представительным директором Lasengle. Генеральный директор Aniplex, Ацухиро Иваками, станет председателем совета директоров компании. Йосуке Шиокава, креативный продюсер Fate/Grand Order, покинул Delightworks и Lasengle в конце января 2022 года, основав свою студию Fahrenheit 213 для работы над новой оригинальной франшизой.
30 мая 2022 года Aniplex, её дочерняя компания CloverWorks, Wit Studio и Shueisha объявили о создании компании JOEN, нового совместного предприятия, занимающегося планированием и производством анимационных работ, включая телесериалы, полнометражные фильмы и короткометражные клипы. Корпоративный директор CloverWorks Юити Фукусима и директор WIT Studio Тэцуя Накатакэ, продюсеры широко известной адаптации «Spy × Family», совместной работы их студий, были назначены представительными директорами JOEN. JOEN стремится создать новую творческую структуру, которая будет уделять первостепенное внимание сотрудникам во время производства, сохраняя при этом высокое качество работы, а также обеспечивая более качественное и адекватное разделение прибыли с создателями. Компания планирует сотрудничать с различными студиями, продюсерами и авторами, чтобы раскрыть очарование каждого проекта вместо того, чтобы работать исключительно с CloverWorks и WIT.
10 февраля 2023 года Aniplex объявила, что с 1 апреля её дочерняя компания Revolve станет называться Claynel. В результате ребрендинга компания собирается выйти за рамки планирования и производства фигурок и заняться продажами и распространением своей линейки продуктов.
31 мая 2023 года Aniplex объявила о приобретении японской компании Origamix Partners, занимающейся работой с талантами, за нераскрытую сумму, а 1 июня переименовала её в Myragion Studio. Компания планирует расширить сферу своей деятельности за счет совместной разработки и производства игровых кинопроектов с их создателями для мировой аудитории, наряду с существующим бизнесом по управлению кинорежиссёрами и сценаристами, а также по разработке интеллектуальной собственности. Помимо этого, Myragion объявила о стратегическом партнерстве с южнокорейской продюсерской компанией Imaginus, основанной Джинни Чоем, бывшим генеральным директором Studio Dragon. Чой будет выступать в качестве исполнительного консультанта студии Myriagon с целью создания мощной азиатской сети производства премиум-класса.
В 2017—2020 годах прибыль составила 124,8 млрд иен (1,18 млрд долларов).

## Aniplex Online Fest
Компания Aniplex провела первый Aniplex Online Fest 4-5 июля 2020 года, на котором были представлены новейшие аниме-проекты, панели с сотрудниками и актёрами, а также музыкальные выступления. Салли Амаки из 22/7 (Nanabun no Nijūni) выступила в качестве ведущей английской версии, которая транслировалась по всему миру на YouTube. Подкаст на китайском языке был доступен на сайте Bilibili.
После успешного первого мероприятия, собравшего более 800 000 зрителей по всему миру, Aniplex объявила о возвращении Aniplex Online Fest 3 июля 2021 года. В программу второго фестиваля вошли обновления Demon Slayer: Kimetsu no Yaiba, Sword Art Online the Movie -Progressive- Aria of a Starless Night и Fate/Grand Order с музыкальными выступлениями Aimer, ClariS, LiSA, ReoNa и SawanoHiroyuki[nZk]. Салли Амаки вернулась в качестве ведущей шоу вместе с Максвеллом Пауэрсом.
Компания Aniplex объявила о возвращении Aniplex Online Fest 9 сентября 2023 года. В программу фестиваля вошли ATRI — My Dear Moments, Black Butler, UniteUp!, Прокачка в одиночку, Романтическая история мечника Рурони Кэнсина, Mashle: Magic and Muscles, сэйю Хикару Акао, Кайто Исикава, Рэйдзи Кавасима, Томори Кусуноки, Юрика Кубо, Тиаки Кобаяси, Сома Сайто вместе с MC&DJ Салли Амаки, Yoshida, DJ Kazu.

## Продукция компании

### Anime no Chikara
Anime no Chikara (яп. アニメのちから, досл. «Сила аниме») — совместный с «TV Tokyo» проект компании «Aniplex» по созданию аниме, не имеющего в своей основе мангу, ранобэ или игру. Проект стартовал в январе 2010 года с началом показа аниме So Ra No Wo To.
2010 год
- So Ra No Wo To
- Senkou no Night Raid
- Occult Academy